# Мурад-хан (Шибанид)
Мурад (Мурут, Амурат, Мюрид, тюрк. مراد‎, ум. 1364) — хан Золотой Орды в период между сентябрём 1362 и осенью 1364 года.

## Биография
По данным Никоновской летописи, Мурад (Мурут, Амурат в Никоновской летописи) был братом Хизр-хана, по данным менее достоверного «Анонима Искандера», Мурад был сыном Орда-Шейха (ак-ордынская ветвь Джучидов).
Разгромив Кильдибека в сражении на Волге в 1362 году, Мурад захватил сарайский престол, став противником Мамая и Абдаллаха в борьбе за власть в Золотой Орде. В правление Мурада смуты в Орде усилились, и от государства отпали целые области, правители которых провозгласили независимость (такие, как Северный Хорезм). Фактически в стране установилось двоевластие (Абдаллах и Мамай правили в Мамаевой Орде, Мурад властвовал в Сарае). Между противниками имели место постоянные междоусобные войны. Судя по отношениям Мурада с русскими князьями (Мурад выдал ярлык на великое княжение сперва Дмитрию Ивановичу, затем Дмитрию Константиновичу), Мурад на первых порах представлял собой реальную политическую силу, с которой вынуждены были считаться правители других государств. Однако вскоре позиции хана пошатнулись. На короткое время столица даже была захвачена ханом Мир Пуладом. По данным «Анонима Искандера», Мурад царствовал три года. Вскоре Мурад был убит Ильясом, его главным эмиром.